# Liste der denkmalgeschützten Objekte in Kronstorf
Die Liste der denkmalgeschützten Objekte in Kronstorf enthält die 11 denkmalgeschützten, unbeweglichen Objekte der Gemeinde Kronstorf in Oberösterreich (Bezirk Linz-Land).

## Denkmäler
| Foto |                 | Denkmal                                                                                | Standort                                       | Beschreibung | Metadaten |
| ---- | --------------- | -------------------------------------------------------------------------------------- | ---------------------------------------------- | --- | --- |
| ja   | Datei hochladen | Wohnhaus, Museum HERIS-ID: 83000 Objekt-ID: 96861                                      | Brucknerplatz 2, 3 Standort KG: Kronstorf      | Das heutige Haus Brucknerplatz 9 war bis 1890 das Schulhaus von Kronstorf. Der Komponist Anton Bruckner bewohnte hier während seiner Tätigkeit als Schulgehilfe von 1843 bis 1845 ein 6 m² großes Zimmer. 1989 richtet man in dem Haus ein kleines Museum mit Exponaten zur Schulgeschichte und Bruckners Aufenthalt in Kronstorf ein. | BDA-Hist.: Q28735842 Status: § 2a Stand der BDA-Liste: 2025-06-30 Name: Wohnhaus, Museum GstNr.: .12 Museum Brucknerplatz, Kronstorf                                                         |
| ja   | Datei hochladen | Brucknerplatzsäule HERIS-ID: 82999 Objekt-ID: 96860                                    | vor Brucknerplatz 1 Standort KG: Kronstorf     | Der Wirt des „Unteren Gasthauses“ (Gasthaus Steinleitner) ließ die stattliche Säule 1838 als Pestsäule errichten. Sie ist mit „18FW38“ bezeichnet. Zwischen 1934 und 1983 verwendete man sie auch als Kriegerdenkmal. | BDA-Hist.: Q38179667 Status: § 2a Stand der BDA-Liste: 2025-06-30 Name: Brucknerplatzsäule GstNr.: 1194/3 Brucknerplatzsäule Kronstorf                                                       |
| ja   | Datei hochladen | Kath. Pfarrkirche hll. Bartholomäus und Katharina HERIS-ID: 52224 Objekt-ID: 58760     | bei Brucknerplatz 2 Standort KG: Kronstorf     | In der Taufkapelle wurde das restaurierte, aus der Tiroler Glasmalerei-Anstalt stammende Kirchenfenster von 1881 angebracht. Bei der Erstellung der Mauracher-Orgel war Anton Bruckner beteiligt. | BDA-Hist.: Q23541812 Status: § 2a Stand der BDA-Liste: 2025-06-30 Name: Kath. Pfarrkirche hll. Bartholomäus und Katharina GstNr.: .10 Pfarrkirche hll. Bartholomäus und Katharina, Kronstorf |
| ja   | Datei hochladen | Fried- bzw. Kirchhof mit Aufbahrungshalle HERIS-ID: 83002 Objekt-ID: 96863             | neben Hauptstraße 31 Standort KG: Kronstorf    | | BDA-Hist.: Q38179681 Status: § 2a Stand der BDA-Liste: 2025-06-30 Name: Fried- bzw. Kirchhof mit Aufbahrungshalle GstNr.: 79, .91                                                            |
| ja   | Datei hochladen | Vierkanthof, Gasthaus Steinleitner HERIS-ID: 38029 Objekt-ID: 37526                    | Hauptstraße 54 Standort KG: Kronstorf          | Die Anfang des 19. Jahrhunderts gemalten Figuren zeigen den „Ägyptischen Joseph“ beim Empfang seines Vaters und seiner Brüder. Der Kern des zweigeschoßigen Vierkanthofes stammt aus dem 17. Jahrhundert. | BDA-Hist.: Q37978536 Status: Bescheid Stand der BDA-Liste: 2025-06-30 Name: Vierkanthof, Gasthaus Steinleitner GstNr.: .2/1                                                                  |
| ja   | Datei hochladen | Vierkanthof, Gasthaus Rahofer HERIS-ID: 41742 Objekt-ID: 42305                         | Hauptstraße 56 Standort KG: Kronstorf          | Der zweigeschoßige Vierkanter besitzt einige baulich interessante Gewölbe. Über den Fenstern im ersten Stock sind Stuckornamente aus der ersten Hälfte des 18. Jahrhunderts zu sehen. Das Anwesen gehörte früher zu den Besitzungen der Grafen von Lamberg. | BDA-Hist.: Q38002509 Status: Bescheid Stand der BDA-Liste: 2025-06-30 Name: Vierkanthof, Gasthaus Rahofer GstNr.: .1/1, .1/2                                                                 |
| ja   | Datei hochladen | Schloss Schieferegg HERIS-ID: 38030 Objekt-ID: 37527                                   | Schieferegg 6 Standort KG: Schieferegg         | Das Schloss ist in Privatbesitz, von Bäumen umgeben und nicht öffentlich zugänglich. | BDA-Hist.: Q2799846 Status: Bescheid Stand der BDA-Liste: 2025-06-30 Name: Schloss Schieferegg GstNr.: .62, .63, 3, 1/1, 14/2, 15/1 Schloss Schieferegg                                      |
| ja   | Datei hochladen | Hügelgräberfeld „Auf der Lebing“ HERIS-ID: 112197 Objekt-ID: 130269                    | Flur Aufeld Standort KG: Schieferegg           | Dieses aus ca. 60 Tumuli bestehende Gräberfeld ist zum Teil dicht mit Gebüsch überwuchert und die meist flachen Hügel mit ca. 6-16 Meter Durchmesser und einer Höhe von 0,5 bis 1,5 m sind für den Laien nicht als Gräber zu erkennen. Nach der Beisetzung der Verstorbenen in hockender Stellung baute man darüber einen mehr oder weniger gewölbten Steinbau. Außen beginnend mit einem Ring aus großen Blöcken, sind die Hügel zur Mitte hin mit kleineren Steinen verkeilt und mit lehmiger Erde verfüllt und abgedeckt. So bestehen die Hügel im Inneren dann aus 2 bis 4 kompakten Lagen aus Steinen und Erde. Der Inhalt der Gräber lässt darauf schließen, dass sie der Mittleren Bronzezeit zuzuordnen sind. Einige Gräber fielen, vermutlich zum Teil schon vor langer Zeit, Grabräubern zum Opfer. So wurden beispielsweise auch in Lauriacum Stücke, die wahrscheinlich aus der Bronzezeit stammen, gefunden. | BDA-Hist.: Q37829430 Status: Bescheid Stand der BDA-Liste: 2025-06-30 Name: Hügelgräberfeld „Auf der Lebing“ GstNr.: 381/2, 412/1, 412/6, 412/7, 412/8                                       |
| BW   | Datei hochladen | Nordgruppe der bronzezeitlichen Hügelgräber „Auf der Lebing“ HERIS-ID: 237096seit 2022 | bei Haidergutstraße 4 Standort KG: Schieferegg | siehe die Beschreibung der Hauptgruppe | BDA-Hist.: Q112959126 Status: Bescheid Stand der BDA-Liste: 2025-06-30 Name: Nordgruppe der bronzezeitlichen Hügelgräber „Auf der Lebing“ GstNr.: 372/3                                      |
| ja   | Datei hochladen | Hügelgräberfeld Winkling HERIS-ID: 112211 Objekt-ID: 130283                            | Flur Winkelholz Standort KG: Stallbach         | Im dichten Wald befinden sich ca. 100 Hügelgräber aus der Mittleren Bronzezeit. Schon knapp unter der Grasnarbe befinden sich Ringe mit bis zu 8 m Durchmesser aus geschichteten Steinblöcken. Die Flächen innerhalb dieser Ringe sind bis auf ca. 75 cm Höhe dicht mit Steinen und Erde abgedeckt. Unter dem Hügel befindet sich die Bestatteten in hockender Stellung zusammen mit eventuellen Beigaben auf einer Rollsteinpflasterung auf dem ursprünglichen gewachsenen Boden. An Beigaben wurden verschiedene Bronze- und Tonobjekte gefunden. Es gibt aber auch komplett leere Hügel, zu deren Bedeutung es keine einheitliche Meinung gibt. | BDA-Hist.: Q37829565 Status: Bescheid Stand der BDA-Liste: 2025-06-30 Name: Hügelgräberfeld Winkling GstNr.: 1094/1, 1094/4, 1095/1, 1095/4, 1095/5, 1361/1 Hügelgräberfeld Winkling         |

## Ehemalige Denkmäler
| Foto |                 | Denkmal                                                                   | Standort                           | Beschreibung | Metadaten |
| ---- | --------------- | ------------------------------------------------------------------------- | ---------------------------------- | --- | --- |
| ja   | Datei hochladen | Hügelgräberfeld „Auf der Lebing“ HERIS-ID: 46497 Objekt-ID: 48577bis 2024 | Flur Aufeld Standort KG: Kronstorf | Auf diesen Grundstücken befinden sich drei bis fünf Hügelgräber wie unter KG Schieferegg beschrieben, eines davon vermutlich schon überbaut. | BDA-Hist.: Q38022049 Status: Bescheid Stand der BDA-Liste: 2024-06-15 Name: Hügelgräberfeld „Auf der Lebing“ GstNr.: 21/2, 21/3, 22/2 |